# No Code
| 전문가 평가          | 전문가 평가 |
| 평가 점수            | 평가 점수   |
| 출처                 | 점수        |
| -------------------- | ----------- |
| AllMusic             | [ 2 ]       |
| Entertainment Weekly | C           |
| The Guardian         | [ 4 ]       |
| Los Angeles Times    | [ 5 ]       |
| NME                  | 7/10        |
| Pitchfork            | 5.4/10      |
| Q                    | [ 8 ]       |
| Rolling Stone        | [ 9 ]       |
| Spin                 | 6/10        |
| USA Today            | [ 11 ]      |

《No Code》는 1996년 8월 27일, 에픽 레코드를 통해 발매된 미국의 록 밴드 펄 잼의 네 번째 스튜디오 음반이다. 펄 잼이 티켓마스터에 대한 불매운동을 벌였던 이전 음반 《Vitalogy》 (1994년)의 트러블 투어에 이어, 밴드는 후속 음반을 녹음하기 위해 스튜디오로 들어갔다. 음반의 음악은 밴드가 이전 음반에서 했던 것보다 더 다양했으며, 개러지 록과 월드비트의 요소를 통합했다.
비록 《No Code》가 빌보드 200에서 1위로 데뷔하여 펄 잼의 3연속 1위 음반이 되었지만, 이 밴드의 팬 층 중 많은 부분을 만족하지 못하고 빠르게 차트로 떨어졌다. 음악적 다양성에 대한 칭찬과 음반의 모순에 대한 비판과 함께 비평 또한 엇갈렸다. 이 음반은 미국 음반 산업 협회로부터 싱글 플래티넘 인증을 받으면서 멀티 플래티넘에 도달하지 못한 최초의 펄 잼 음반이 되었다.

## 녹음
네 번째 음반에서 펄 잼은 이전 음반인 《Vs.》 (1993년)와 《Vitalogy》 (1994년)에서 함께 작업했던 프로듀서 브렌던 오브라이언과 다시 작업했다. 《No Code》는 《Vitalogy》가 완성되는 동안 밴드에 합류했던 드러머 잭 아이언스와 함께 밴드의 첫 번째 음반이다. 밴드의 Vitalogy Tour의 미국 여름 레그에 이어, 그 밴드는 악명 높은 시카고의 폭염 기간인 1995년 7월, 시카고에서 《No Code》에 대한 작업을 시작했다. 시카고 세션은 시카고 레코딩 컴퍼니에서 일주일 동안 진행되었다. 1995년 투어에서 일련의 메이크업 데이트가 있는 동안, 밴드는 루이지애나주 뉴올리언스에서 일주일간의 세션을 위해 스튜디오에 들어갔고, 그곳에서 밴드는 〈Off He Goes〉를 녹음했다. 녹음의 나머지 부분은 1996년 상반기에 시애틀에서 기타리스트 스톤 고사드가 소유한 스튜디오 리토에서 이루어졌다. 이 음반은 이후 오브라이언이 애틀랜타의 서던 트랙에 있는 그의 믹싱 시설에서 믹싱되었다.

## 커버 아트
커버 아트는 2×2 사각형으로 펼쳐지는 156장의 폴라로이드 사진으로 구성되어 있다. 폴라로이드 사진들은 겉보기에는 무작위적이다. 앞면 커버에 실린 사진 중 하나는 전 시카고 불스 선수이자 밴드의 친구였던 데니스 로드먼의 눈동자이고, 또 다른 사진은 에디 베더가 가오리에 쏘인 후 발을 찍은 사진이다. 멀리서 보았을 때, 그 사진들은 음반 전체에 걸쳐 주제가 되는 《No Code》 삼각형/눈알 로고를 형성하기 위해 혼합되었다. 나중에 CD를 눌렀을 때 1x4 포맷 패키징이 적용되어 숨겨진 메시지 효과를 잃었다. 이 CD와 바이닐은 복제 폴라로이드의 뒷면에 가사가 인쇄되어 있었다. 폴라로이드는 한 세트로 9개만 나왔고, 나머지 한 세트는 13곡 모두를 축적하기 위해 다른 세트로 가야 했다.

## 상업적 성과
《No Code》는 발매 첫 주 36만 6,500장이 팔려 빌보드 200 1위를 차지했지만 최소 53만 5,000장이라는 분석가들의 전망에는 미치지 못했다. 이는 밴드의 이전 두 음반이 발매 첫 주에 팔린 것보다 훨씬 적은 것이다. 그러나 그것은 그 업계가 부진했던 한 해 중 일곱 번째로 가장 많이 팔린 데뷔였다. 이 음반은 2주 동안 1위에 머물렀고, 2009년 《Backspacer》가 발매되기 전까지 펄 잼이 음반 차트에서 1위로 데뷔한 마지막 음반이었다. 6주째에 이 음반은 79만 장이 팔렸다. 《No Code》는 미국 음반 산업 협회로부터 플래티넘 인증을 받았지만, 멀티 플래티넘에 도달하지 못한 밴드의 첫 음반이었다. 닐슨 사운드스캔에 따르면 2013년 기준으로 이 음반은 미국에서 170만 장이 팔렸다.
《No Code》에서 세 개의 싱글이 발매되었다. 리드 싱글 〈Who You Are〉는 빌보드 핫 100에서 31위로 정점을 찍었고, 모던 록 차트 1위, 메인스트림 록 차트 5위에 올랐다. 이 음반의 다른 싱글인 〈Hail, Hail〉과 〈Off He Goes〉는 모두 핫 100 차트에는 오르지 못했지만, 음반 트랙인 〈Red Moscope〉와 마찬가지로 메인스트림 록과 모던 록 차트에는 오르지 못했다.

## 곡 목록
스톤 고사드의 〈Mankind〉를 제외한 모든 곡들은 에디 베더에 의해 작사하였다.
| #   | 제목                | 작곡                                      | 재생 시간 |
| --- | ------------------- | ----------------------------------------- | --------- |
| 1.  | 〈Sometimes〉       | 베더                                      | 2:40      |
| 2.  | 〈Hail, Hail〉      | 스톤 고사드, 제프 아멘트, 마이크 매크리디 | 3:41      |
| 3.  | 〈Who You Are〉     | 고사드, 잭 아이언스                       | 3:50      |
| 4.  | 〈In My Tree〉      | 고사드, 아이언스, 베더                    | 3:59      |
| 5.  | 〈Smile〉           | 아멘트                                    | 3:52      |
| 6.  | 〈Off He Goes〉     | 베더                                      | 6:02      |
| 7.  | 〈Habit〉           | 베더                                      | 3:35      |
| 8.  | 〈Red Mosquito〉    | 아멘트, 고사드, 아이언스, 매크리디, 베더  | 4:03      |
| 9.  | 〈Lukin〉           | 베더                                      | 1:02      |
| 10. | 〈Present Tense〉   | 매크리디                                  | 5:46      |
| 11. | 〈Mankind〉         | 고사드                                    | 3:28      |
| 12. | 〈I'm Open〉        | 아이언스, 고사드                          | 2:57      |
| 13. | 〈Around the Bend〉 | 베더                                      | 4:35      |

## 인증
| 국가                       | 인증        | 판매량/출하량 |
| -------------------------- | ----------- | ------------- |
| 오스트레일리아 (ARIA)      | 2× 플래티넘 | 140,000^      |
| 캐나다 (뮤직 캐나다)       | 2× 플래티넘 | 200,000^      |
| 뉴질랜드 (RMNZ)            | 플래티넘    | 15,000^       |
| 영국 (BPI)                 | 골드        | 100,000^      |
| 미국 (RIAA)                | 플래티넘    | 1,300,000     |
| ^출하량을 기반으로 한 인증 |             |               |